# Irlandia na Letnich Igrzyskach Olimpijskich 1960
Irlandię na Letnich Igrzyskach Olimpijskich 1960 reprezentowało 49 zawodników: 47 mężczyzn i dwie kobiety. Był to siódmy start reprezentacji Irlandii na letnich igrzyskach olimpijskich.

## Skład kadry

### Boks
Mężczyźni
| Zawodnik      | Konkurencja | 1/32             | 1/16                       | 1/8                   | Ćwierćfinał      | Półfinał         | Finał            | Finał   |
| Zawodnik      | Konkurencja | Przeciwnik Wynik | Przeciwnik Wynik           | Przeciwnik Wynik      | Przeciwnik Wynik | Przeciwnik Wynik | Przeciwnik Wynik | Miejsce |
| ------------- | ----------- | ---------------- | -------------------------- | --------------------- | ---------------- | ---------------- | ---------------- | ------- |
| Adam McLean   | 51 kg       |                  | Karimu Young P 2-3         | Nie awansował         | Nie awansował    | Nie awansował    | Nie awansował    | 17.     |
| Patrick Kenny | 54 kg       |                  | Emilie Anner W 5-0         | Jerry Armstrong P 2-3 | Nie awansował    | Nie awansował    | Nie awansował    | 9.      |
| Ando Reddy    | 57 kg       |                  | André Iuncker W 3-2        | Abel Bekker P 0-5     | Nie awansował    | Nie awansował    | Nie awansował    | 9.      |
| Danny O’Brien | 60 kg       |                  | Esteban Aguilera W 5-0     | Sandro Lopopolo P 0-5 | Nie awansował    | Nie awansował    | Nie awansował    | 9.      |
| Bernie Meli   | 63,5 kg     |                  | Dimitrios Michail W 5-0    | Bohumil Němeček P 0-5 | Nie awansował    | Nie awansował    | Nie awansował    | 9.      |
| Henry Perry   | 67 kg       |                  | Kim Ki-soo P 2-3           | Nie awansował         | Nie awansował    | Nie awansował    | Nie awansował    | 17.     |
| Michael Reid  | 71 kg       |                  | Hélio Crescêncio W 4-1     | Henryk Dampc P 0-5    | Nie awansował    | Nie awansował    | Nie awansował    | 9.      |
| Eamonn McKeon | 75 kg       |                  | Mohamed Ben Gandoubi W 5-0 | Frik van Rooyen P 0-5 | Nie awansował    | Nie awansował    | Nie awansował    | 9.      |
| Colm McCoy    | 81 kg       |                  | Matti Aho P 1-4            | Nie awansował         | Nie awansował    | Nie awansował    | Nie awansował    | 17.     |
| Joe Casey     | ponad 80 kg |                  | Obrad Sretenović P 1-4     | Nie awansował         | Nie awansował    | Nie awansował    | Nie awansował    | 17.     |

### Jeździectwo
| Zawodnik                                   | Koń             | Konkurencja         | Wynik                     | Wynik                     | Wynik                     | Pozycja                   |
| Zawodnik                                   | Koń             | Konkurencja         | Runda 1                   | Runda 2                   | Łącznie                   | Pozycja                   |
| ------------------------------------------ | --------------- | ------------------- | ------------------------- | ------------------------- | ------------------------- | ------------------------- |
| Éamon O’Donohoe                            | Cluain Meala    | skoki indywidualnie | 20,00                     | DNF                       | Nie ukończył konkurencji  | Nie ukończył konkurencji  |
| John Daly                                  | Loch Garman     | skoki indywidualnie | 40,25                     | Nie ukończył konkurencji  | Nie ukończył konkurencji  | Nie ukończył konkurencji  |
| William Ringrose                           | Loch an Easpaig | skoki indywidualnie | 41,00                     | Nie ukończył konkurencji  | Nie ukończył konkurencji  | Nie ukończył konkurencji  |
| Éamon O’Donohoe William Ringrose John Daly | jak wyżej       | skoki drużynowe     | Nie ukończyli konkurencji | Nie ukończyli konkurencji | Nie ukończyli konkurencji | Nie ukończyli konkurencji |

| Zawodnik                                                         | Koń         | Konkurencja        | Ujeżdżenie | Cross country | Skoki                    | Razem                    | Pozycja                  |
| ---------------------------------------------------------------- | ----------- | ------------------ | ---------- | ------------- | ------------------------ | ------------------------ | ------------------------ |
| Harry Freeman-Jackson                                            | St. Finbarr | WKKW indywidualnie | - 140,01   | 75,60         | Nie ukończył konkurencji | Nie ukończył konkurencji | Nie ukończył konkurencji |
| Ian Hume-Dudgeon                                                 | Corrigneagh | WKKW indywidualnie | -140,50    | -166,40       | -3,25                    | -310,15                  | 30.                      |
| Tony Cameron                                                     | Sonnet      | WKKW indywidualnie | -136,00    | -94,80        | -20,75                   | -251,55                  | 27.                      |
| Edward Harty                                                     | Harlequin   | WKKW indywidualnie | -151,50    | 39,20         | 0,00                     | 112,30                   | 9.                       |
| Harry Freeman-Jackson Ian Hume-Dudgeon Tony Cameron Edward Harty | jak wyżej   | WKKW drużynowo     |            |               |                          | -674,00                  | 6.                       |

### Kolarstwo

#### Kolarstwo szosowe
| Zawodnik       | Konkurencja                    | Czas                 | Pozycja              |
| -------------- | ------------------------------ | -------------------- | -------------------- |
| Peter Crinnion | wyścig ze startu wspólnego (m) | Nie ukończył wyścigu | Nie ukończył wyścigu |
| Sonny Cullen   | wyścig ze startu wspólnego (m) | Nie ukończył wyścigu | Nie ukończył wyścigu |
| Séamus Herron  | wyścig ze startu wspólnego (m) | Nie ukończył wyścigu | Nie ukończył wyścigu |

#### Kolarstwo torowe
Sprint
| Zawodnik       | Konkurencja       | Runda 1                              | Repasaże        | Ćwierćfinały    | Półfinały       | Finał           | Finał         |
| Zawodnik       | Konkurencja       | Przeciwnik Czas                      | Przeciwnik Czas | Przeciwnik Czas | Przeciwnik Czas | Przeciwnik Czas | Pozycja       |
| -------------- | ----------------- | ------------------------------------ | --------------- | --------------- | --------------- | --------------- | ------------- |
| Martin McKay   | indywidualnie (m) | Valentino Gasparella José Errandonea | Cenobio Ruiz    | Nie awansował   | Nie awansował   | Nie awansował   | Nie awansował |
| Michael Horgan | indywidualnie (m) | Boris Wasiljew Francisco Tortellá    | Imants Bodnieks | Nie awansował   | Nie awansował   | Nie awansował   | Nie awansował |

### Lekkoatletyka
Mężczyźni
Konkurencje biegowe
| Zawodnik       | Konkurencja | Eliminacje | Eliminacje | Ćwierćfinał   | Ćwierćfinał   | Półfinał      | Półfinał      | Finał              | Finał              |
| Zawodnik       | Konkurencja | Wynik      | Miejsce    | Wynik         | Miejsce       | Wynik         | Miejsce       | Wynik              | Miejsce            |
| -------------- | ----------- | ---------- | ---------- | ------------- | ------------- | ------------- | ------------- | ------------------ | ------------------ |
| Paddy Lowry    | 100 m       | 10,9       | 6.         | Nie awansował | Nie awansował | Nie awansował | Nie awansował | Nie awansował      | Nie awansował      |
| Paddy Lowry    | 200 m       | 22,1       | 5.         | Nie awansował | Nie awansował | Nie awansował | Nie awansował | Nie awansował      | Nie awansował      |
| Ron Delany     | 800 m       | 1:51,0     | 3.         | 1:51,1        | 6.            | Nie awansował | Nie awansował | Nie awansował      | Nie awansował      |
| Michael Hoey   | 5000 m      | 15:00,0    | 10.        | Nie awansował | Nie awansował | Nie awansował | Nie awansował | Nie awansował      | Nie awansował      |
| Gerry McIntyre | maraton     |            |            |               |               |               |               | 2:26:03,0          | 22.                |
| William Dunne  | maraton     |            |            |               |               |               |               | 2:22:08,2          | 42.                |
| Bertie Messitt | maraton     |            |            |               |               |               |               | Nie ukończył biegu | Nie ukończył biegu |
| Frank O’Reilly | chód 50 km  |            |            |               |               |               |               | 4:54:40,0          | 20.                |

Konkurencje techniczne
| Zawodnik    | Konkurencja | Kwalifikacje | Kwalifikacje | Finał | Finał   |
| Zawodnik    | Konkurencja | Wynik        | Miejsce      | Wynik | Miejsce |
| ----------- | ----------- | ------------ | ------------ | ----- | ------- |
| John Lawlor | rzut młotem | 62,10        | 7.           | 64,95 | 4.      |

Kobiety
Konkurencje biegowe
| Zawodnik   | Konkurencja | Eliminacje | Eliminacje | Ćwierćfinał    | Ćwierćfinał    | Półfinał       | Półfinał       | Finał          | Finał          |
| Zawodnik   | Konkurencja | Wynik      | Miejsce    | Wynik          | Miejsce        | Wynik          | Miejsce        | Wynik          | Miejsce        |
| ---------- | ----------- | ---------- | ---------- | -------------- | -------------- | -------------- | -------------- | -------------- | -------------- |
| Maeve Kyle | 100 m       | 12,5       | 5.         | Nie awansowała | Nie awansowała | Nie awansowała | Nie awansowała | Nie awansowała | Nie awansowała |
| Maeve Kyle | 200 m       | 24,9       | 5.         |                |                | Nie awansowała | Nie awansowała | Nie awansowała | Nie awansowała |

### Podnoszenie ciężarów
Mężczyźni
| Zawodnik      | Konkurencja | Wyciskania | Wyciskania | Rwanie  | Rwanie  | Podrzut  | Podrzut | Razem    | Pozycja |
| Zawodnik      | Konkurencja | Wynik      | Pozycja    | Wynik   | Pozycja | Wynik    | Pozycja | Razem    | Pozycja |
| ------------- | ----------- | ---------- | ---------- | ------- | ------- | -------- | ------- | -------- | ------- |
| Sammy Dalzell | -60 kg      | 80 kg      | 24.        | 82,5 kg | 23.     | 107,5 kg | 23.     | 270 kg   | 22.     |
| Tommy Hayden  | -67,5 kg    | 95 kg      | 26.        | 95 kg   | 24.     | 117,5 kg | 25.     | 307,5 kg | 22.     |

### Szermierka
Mężczyźni
| Zawodnik                                                      | Konkurencja          | Runda 1                                                                                             | Runda 1                             | Runda 2          | Runda 2          | Ćwierćfinały     | Ćwierćfinały     | Półfinały        | Półfinały        | Mecz o 3. miejsce | Mecz o 3. miejsce | Finał            | Finał            | Pozycja          |
| Zawodnik                                                      | Konkurencja          | Przeciwnik                                                                                          | Wynik                               | Przeciwnik       | Wynik            | Przeciwnik       | Wynik            | Przeciwnik       | Wynik            | Przeciwnik        | Wynik             | Przeciwnik       | Wynik            | Pozycja          |
| ------------------------------------------------------------- | -------------------- | --------------------------------------------------------------------------------------------------- | ----------------------------------- | ---------------- | ---------------- | ---------------- | ---------------- | ---------------- | ---------------- | ----------------- | ----------------- | ---------------- | ---------------- | ---------------- |
| Brian Hamilton                                                | floret indywidualnie | Jesús Gruber Jürgen Brecht Mario Curletto Édouard Didier Asen Diakowski Jean Khayat                 | P 2-5 P 2-5 P 2-5 P 1-5 P 1-5 W 5-1 | → Nie awansował  | → Nie awansował  | → Nie awansował  | → Nie awansował  | → Nie awansował  | → Nie awansował  | → Nie awansował   | → Nie awansował   | → Nie awansował  | → Nie awansował  | → Nie awansował  |
| Harry Thuillier                                               | floret indywidualnie | Alberto Pellegrino Ion Drîmbă André Verhalle Mohamed Ben Joullon                                    | P 2-5 P 1-5 P 1-5 W 5-4             | → Nie awansował  | → Nie awansował  | → Nie awansował  | → Nie awansował  | → Nie awansował  | → Nie awansował  | → Nie awansował   | → Nie awansował   | → Nie awansował  | → Nie awansował  | → Nie awansował  |
| George Carpenter                                              | szpada indywidualnie | Kazuhiko Tabuchi Alberto Pellegrino Raúl Martínez Claudio Polledri David Micahnik Abderrahman Sebti | P 4-5 P 0-5 P 1-5 W 5-4 W 5-2 W5-2  | → Nie awansował  | → Nie awansował  | → Nie awansował  | → Nie awansował  | → Nie awansował  | → Nie awansował  | → Nie awansował   | → Nie awansował   | → Nie awansował  | → Nie awansował  | → Nie awansował  |
| Christopher Bland                                             | szpada indywidualnie | Bruno Habārows Janusz Kurczab Jules Amez-Droz Robert Schiel Abbes Harchi                            | P 1-5 P 5-6 W 5-3 P 3-5 P 4-5       | → Nie awansował  | → Nie awansował  | → Nie awansował  | → Nie awansował  | → Nie awansował  | → Nie awansował  | → Nie awansował   | → Nie awansował   | → Nie awansował  | → Nie awansował  | → Nie awansował  |
| Tom Kearney                                                   | szpada indywidualnie | Armand Mouyal Tamás Gábor Göran Abrahamsson Antonio Almada René Van Den Driessche Keith Hackshall   | P 1-5 P 3-5 P 3-5 P 1-5 P 4-5 W 5-4 | → Nie awansował  | → Nie awansował  | → Nie awansował  | → Nie awansował  | → Nie awansował  | → Nie awansował  | → Nie awansował   | → Nie awansował   | → Nie awansował  | → Nie awansował  | → Nie awansował  |
| George Carpenter Christopher Bland Brian Hamilton Tom Kearney | szpada drużynowo     | Francja · Finlandia                                                                                 | P 4-12 P 4-12                       | → Nie awansowali | → Nie awansowali | → Nie awansowali | → Nie awansowali | → Nie awansowali | → Nie awansowali | → Nie awansowali  | → Nie awansowali  | → Nie awansowali | → Nie awansowali | → Nie awansowali |

Kobiety
| Zawodnik          | Konkurencja          | Runda 1                                                                          | Runda 1                       | Ćwierćfinały     | Ćwierćfinały     | Półfinały        | Półfinały        | Finał            | Finał            | Pozycja          |
| Zawodnik          | Konkurencja          | Przeciwnik                                                                       | Wynik                         | Przeciwnik       | Wynik            | Przeciwnik       | Wynik            | Przeciwnik       | Wynik            | Pozycja          |
| ----------------- | -------------------- | -------------------------------------------------------------------------------- | ----------------------------- | ---------------- | ---------------- | ---------------- | ---------------- | ---------------- | ---------------- | ---------------- |
| Shirley Armstrong | floret indywidualnie | Walentyna Rastworowa Ecaterina Orb-Lazăr Pilar Roldán Evelyn Terhune Pilar Tosat | P 1-4 P 0-4 P 0-4 P 1-4 W 4-1 | → Nie awansowała | → Nie awansowała | → Nie awansowała | → Nie awansowała | → Nie awansowała | → Nie awansowała | → Nie awansowała |

### Zapasy
Styl wolny
| Zawodnik      | Konkurencja | Runda pierwsza     | Runda druga         | Runda trzecia    | Runda czwarta    | Runda piąta      | Runda szósta     | Finał            | Pozycja |
| Zawodnik      | Konkurencja | Przeciwnik Wynik   | Przeciwnik Wynik    | Przeciwnik Wynik | Przeciwnik Wynik | Przeciwnik Wynik | Przeciwnik Wynik | Przeciwnik Wynik | Pozycja |
| ------------- | ----------- | ------------------ | ------------------- | ---------------- | ---------------- | ---------------- | ---------------- | ---------------- | ------- |
| Seán O’Connor | -52 kg      | Din Nawad P        | Masayuki Mtsubara P | Nie awansował    | Nie awansował    | Nie awansował    | Nie awansował    | Nie awansował    | 13.     |
| Dermot Dunne  | -57 kg      | Vittorio Mancini W | Im Gwang-jae P      | Luigi Chinazzo P | Nie awansował    | Nie awansował    | Nie awansował    | Nie awansował    | 13.     |
| Joseph Feeney | -73 kg      | Udey Chand P       | Musa Kazanow P      | Nie awansował    | Nie awansował    | Nie awansował    | Nie awansował    | Nie awansował    | 17.     |
| Gerry Martina | -87 kg      | Manie van Zyl P    | Nie awansował       | Nie awansował    | Nie awansował    | Nie awansował    | Nie awansował    | Nie awansował    | 19.     |

### Żeglarstwo
Mężczyźni
| Zawodnik                              | Konkurencja       | Wyścig | Wyścig | Wyścig | Wyścig | Wyścig | Wyścig | Wyścig | Punkty | Finałowa pozycja |
| Zawodnik                              | Konkurencja       | 1      | 2      | 3      | 4      | 5      | 6      | 7      | Punkty | Finałowa pozycja |
| ------------------------------------- | ----------------- | ------ | ------ | ------ | ------ | ------ | ------ | ------ | ------ | ---------------- |
| Somers Payne                          | Finn              | 230    | 390    | 469    | 531    | 1043   | 265    | 441    | 3169   | 18.              |
| Jimmy Mooney Robin Benson David Ryder | Dragon            | 491    | 277    | 833    | 578    | 418    | 687    | 629    | 3636   | 12.              |
| Johnny Hooper Peter Gray              | Latający Holender | 551    | 314    | 551    | 1592   | 362    | 689    | 513    | 4258   | 10.              |